# Trey Songz
Tremaine Aldon Neverson (též známý jako Trey Songz; * 28, listopadu 1984 Petersburg, Virginie, USA) je americký zpěvák kombinující hip-hop s R&B. Je také příležitostným hercem.
Celosvětově prodal přes 25 milionů desek v singlech a albech.

## Osobní život
Narodil se r. 1984 ve virginském městečku Petersburg do vojenské rodiny April (přezdívka Gholson) Truckerové a Claude Neversonovi Jr. Byl nemanželským dítětem, vychovávala ho jeho matka a nevlastní otec. Byl plachým dítětem, které nerado vystupovalo na veřejnosti kvůli domácímu prostředí, kde vládla vojenská výchova.
Ve svých 14 letech poprvé objevil svůj vokálový hlas na základní škole a když toto zjistil jeho otčím, tak jej roku 2003 představil svému příteli a producentu Troy Taylorovi, který byl z jeho pěveckého nadání velmi nadšen a podepsal s ním smlouvu za studio Songbook Entertainment, což ho ihned přivedlo pod křídla společnosti Atlantic Records. Po absolvování střední školyse začal naplno věnovat hudbě.
V dubnu 2019 Songz oznámil že se mu narodil syn pojmenovaný Caro Colon.

## Diskografie

### Studiová alba
- I Gotta Make It (2005)
- Trey Day (2007)
- Ready (2009)
- Passion, Pain & Pleasure (2010)
- Chapter V (2012)
- Trigga (2014)
- Tremaine (2017)
- Back Home (2020)

### Turné
- Cingular College Tour HBCUs (2005)
- Trey Day Tour (2007/08)
- Ready Tour (2009)
- Passion, Pain & Pleasure Tour (2010)
- Anticipation 2our (2012)
- Chapter V World Tour (2012)
- Between The Sheets Tour w/ Chris Brown feat. Tyga (2015)
- Tremaine The Tour (2017)

## Filmografie

### Film
| Rok  | Titul             | Role         |
| ---- | ----------------- | ------------ |
| 2008 | Queen of Media    | DJ I.V.      |
| 2010 | Preacher's Kid    | Monty        |
| 2013 | Texas Chainsaw 3D | Ryan         |
| 2013 | Baggage Claim     | Damon Diesel |
| 2018 | Blood Brother     | Sonny        |

### Televize
| Rok  | Titul                      | Role                         | Poznámky                     |
| ---- | -------------------------- | ---------------------------- | ---------------------------- |
| 2009 | Lincoln Heights            | Himself                      | Epizoda: "Relative Unknown"  |
| 2010 | When I Was 17              | Himself                      | Dokumentární film            |
| 2010 | Trey Songz: My Moment      | Himself                      | Dokumentární film            |
| 2013 | Real Husbands of Hollywood | Himself                      | Epizoda: "Hollywood Scuffle" |
| 2014 | Total Divas                | Epizoda: "The House Sitters" |                              |